# Yūta Mikado
Yūta Mikado (jap. 三門雄大 Mikado Yūta; ur. 26 grudnia 1986) – japoński piłkarz występujący na pozycji pomocnika. Obecnie występuje w Avispa Fukuoka.

## Kariera klubowa
Od 2009 roku występował w klubach Albirex Niigata, Yokohama F. Marinos i Avispa Fukuoka.